# تورو سابمارینو
تورو سابمارینو (به انگلیسی: Toro Submarino) یک زیردریایی بود که طول آن ۴۸ فوت (۱۵ متر) بود. این زیردریایی در سال ۱۸۸۰ ساخته شد.